# Električni pretok
Eléktrični pretòk (oznaka Φe) je merilo za število električnih silnic skozi izbrano ploskev. Mednarodni sistem enot predpisuje zanj izpeljano enoto As.
Če poznamo gostoto električnega polja oz. gostoto električnega pretoka {\displaystyle {\vec {\mathbf {D} }}\ }, lahko zapišemo splošni izraz za električni pretok skozi površino S:
{\displaystyle \Phi _{\rm {e}}=\int _{S}{\vec {\mathbf {D} }}\cdot \mathrm {d} {\vec {\mathbf {S} }}\!\,.}
Električni pretok skozi zaključeno površino, ki zajema točkasti naboj e, je enak:
{\displaystyle \Phi _{\rm {e}}=e\!\,.}
Zveza velja splošneje. Ker si lahko katerikoli naboj mislimo, sestavljen iz samih točkastih nabojev, vidimo, da je električni pretok skozi zaključeno ploskev S kar enak skupnemu naboju v notranjosti te ploskve:
{\displaystyle \oint _{S}{\vec {\mathbf {D} }}\cdot \mathrm {d} {\vec {\mathbf {S} }}=e\!\,.}
Ta zveza je znana kot Gaussov zakon o električnem pretoku ali Gaussov zakon in predstavlja eno od Maxwellovih enačb: